# ادواردو سالویو
ادواردو سالویو (انگلیسی: Eduardo Salvio؛ زادهٔ ۱۳ ژوئیهٔ ۱۹۹۰) یک بازیکن فوتبال اهل آرژانتین است.
از باشگاه‌هایی که در آن بازی کرده‌است می‌توان به بنفیکا اشاره کرد.
وی همچنین در تیم ملی فوتبال آرژانتین بازی می کند.